# Anneli Ott

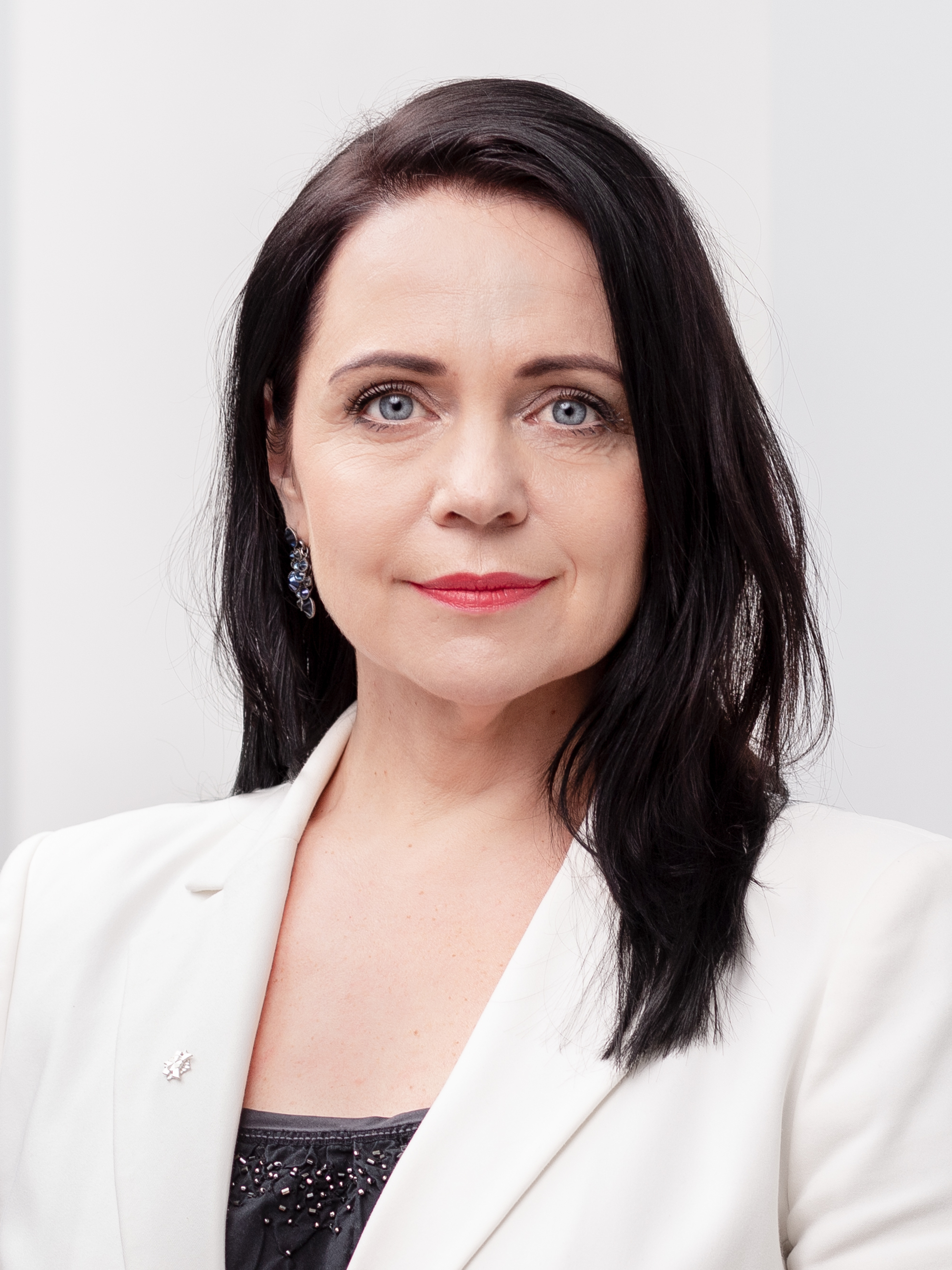
Anneli Ott (2021)

Anneli Ott (* 2. Mai 1976 in Tartu) ist eine estnische Politikerin. Sie gehört der Estnischen Zentrumspartei (Eesti Keskerakond) an. Vom 25. November 2020 bis 26. Januar 2021 war sie Ministerin für Öffentliche Verwaltung der Republik Estland im Kabinett Ratas II. Vom 26. Januar 2021 bis 3. November 2021 war sie Kulturministerin in der Koalitionsregierung von Ministerpräsidentin Kaja Kallas.

## Leben
Anneli Ott wurde 1976 in Tartu, der zweitgrößten estnischen Stadt, geboren. Bis 1994 besuchte sie die Schule im südestnischen Parksepa (Kreis Võru). Anschließend studierte sie an der Sportwissenschaftlichen Fakultät der Universität Tartu. Ihre Ausbildung zur Grundschullehrerin beendete sie im Jahr 2000 mit einem Masterabschluss.

### Politik
Ab 2005 war Anneli Ott zunächst Mitglied der ländlich orientierten Estnischen Volksunion (Rahvaliit) und in der südestnischen Lokalpolitik aktiv. Im Jahr 2009 wechselte sie zu den Sozialdemokraten (Sotsiaaldemokraatlik Erakond) und wurde noch im selben Jahr zur Bürgermeisterin von Võru gewählt. Nachdem sie bereits 2010 wieder abberufen worden war, wechselte sie 2011 zur Zentrumspartei. Von 2011 bis 2014 war Ott bei der Stadtverwaltung des Tallinner Stadtteils Nõmme beschäftigt.
Seit November 2019 saß Ott bis zu ihrer Ernennung zur Ministerin als Abgeordnete im estnischen Parlament (Riigikogu). Bei einer Kabinettsumbildung im Jahr November 2019 wurde sie Ministerin für Öffentliche Verwaltung im Kabinett Ratas II. In der Nachfolgeregierung (Kabinett K. Kallas I) übernahm sie ab Januar 2021 den Posten der Kulturministerin.
Am 3. November 2021 schied Anneli Ott aus dem Kabinett aus und kehrte als Abgeordnete in das Parlament zurück. Ihrem Rücktritt vorangegangen waren Auseinandersetzungen mit dem Koalitionspartner über die Corona-Beschränkungen in Estland und die starke Impfempfehlung der Regierung. Ott blieb als einziges Kabinettsmitglied ungeimpft. Nachfolger als Kulturminister wurde am 8. November ihr Parteifreund Tiit Terik.

### Persönliches
Anneli Ott stammt aus einer Familie, die außer ihr auch noch andere Politiker hervorgebracht hat. Anneli Otts Vater, Jaak Ott, war Bürgermeister der Stadt Võru. Er und seine Frau Helve Ott (geb. Tigasson) starben im September 1994 beim Untergang des Fährschiffs Estonia auf der Ostsee, als sie auf dem Weg in Võrus schwedische Partnerstadt Landskrona waren. Anneli Otts Onkel Jüri Ott war als Lokalpolitiker in Tallinn tätig.
Anneli Ott ist geschieden und Mutter eines Sohnes und einer Tochter.